# Morena (canción)
«Morena» (conocida también como «Morena My Love») es una canción del productor rumano Tom Boxer y la cantante rumana Antonia, incluida en el tercer álbum de estudio de Boxer del mismo nombre (2010) y en el primer disco de Antonia, This Is Antonia (2015). Boxer escribió y produjo la pista, que se estrenó en octubre de 2009. El artista comentó que la idea vino cuando esperaba su orden en un restaurante en Grecia. Un crítico de la revista Viva elogió a «Morena» por su ritmo pegadizo y su estructura simple. La canción también recibió un premio en la categoría de mejor dance en los Romanian Music Awards 2010.
El 19 de febrero de 2019, se estrenó un video musical para acompañar al sencillo, que presenta a Antonia durante una presentación en un bar, mientras se encuentra con una mujer antes de abandonar el establecimiento. El video generó polémica por su temática de lesbianismo, pero fue un éxito en la televisión rumana y polaca. Antonia interpretó «Morena» en varias ocasiones, incluyendo una en los Armenian Music Awards 2011. Sin embargo, en otros conciertos, la cantante tuvo que ser reemplazada por otras intérpretes debido a su embarazo. Desde el punto de vista comercial, el sencillo alcanzó el puesto número dos en el Top 100 de Rumania, e ingresó dentro del top 10 en las listas de Bulgaria, Hungría y Polonia.

## Antecedentes y lanzamiento
El productor rumano Tom Boxer y la cantante rumana Antonia se conocieron en 2008 y juntos lanzaron el sencillo «Roses on Fire» en 2009, que fue un éxito comercial en Rumania. Ambos se unieron nuevamente en octubre del mismo año y lanzaron un nuevo sencillo, «Morena», conocido también como «Morena My Love». La pista se estrenó en formato digital en 2011 en los Estados Unidos, el Reino Unido y en otros países europeos. Poco después, la canción apareció en el tercer álbum de estudio de Boxer del mismo nombre (2010) y en el primer álbum de estudio de Antonia, This Is Antonia (2015). En una entrevista con Musichat.ro, Boxer — quien escribió y produjo «Morena» — comentó que la idea vino cuando estaba de vacaciones en Grecia, mientras esperaba su ensalada griega en un restaurante. El artista grabó una maqueta en su teléfono móvil. Luego, invitó a Antonia a su estudio y usó su primer registro vocal para incluirla en la pista.

## Recepción
Un crítico de la revista Viva elogió a «Morena», mientras comentaba que su éxito comercial se debía a su ritmo pegadizo y porque es «fácil de cantar». La estación de radio rumana Pro FM incluyó la canción en su lista de «las mejores canciones de Antonia». Desde el punto de vista comercial, «Morena» alcanzó el puesto número dos en el Top 100 de Rumania a principios de 2010; también encabezó la lista Radio Airplay de Media Forest. La canción alcanzó el número 19 en la lista de fin de año del Top 100 rumano en 2010, y logró alcanzar las posiciones número diez y 91 en las listas de fin de año de Media Forest en 2010 y 2011, respectivamente. Además, «Morena» ingresó en el número tres en la lista IFPI de Bulgaria, el número ocho en el ranking Dance Top 40 de Hungría, el número uno en Polonia y el número dos en la lista Dance Top 50 del mismo país, así como en el número 50 en Rusia. En los Romanian Music Awards 2010, la pista recibió un premio en la categoría de mejor dance.

## Video musical
El 19 de febrero de 2010, se estrenó el video musical de «Morena» exclusivamente para la estación de televisión rumana Kiss TV, seguido por su lanzamiento en el canal oficial del sello discográfico Roton en YouTube ese mismo día. Poco después, el videoclip estuvo en modo privado; un editor de Urban.ro pensó que esto fue para trabajar aún más en el material audiovisual. Boxer filmó el video musical a principios de 2010; el productor escribió en su blog que «la idea era filmarlo como un cortometraje, no como un video normal». Para el video, diseñaron diferentes atuendos especiales, y cuenta con la participación de Boxer, Mike Diamondz y Cristina Bizu.
El video empieza con una toma en primer plano de Antonia, mientras lame un poco de miel esparcida en su micrófono. En la siguiente escena, la artista usa un traje negro con una cinta blanca en su espalda, ingresa en un bar con un CD en su mano derecha y ofrece una presentación en directo en el lugar. Posteriormente, una mujer en la audiencia, quien luce un vestido blanco con un sombrero (interpretada por Bizu), se levanta y camina hacia Antonia. Después de bailar al ritmo de la canción frente a la cantante, la chica finge besarla, mientras sostiene su sombrero frente a ellas. A medida que el video avanza, Antonia abandona el bar y llora. Bizu aparece y trata de convencer a la artista que no se vaya; cuando esto ocurre, aparece un diálogo en la pantalla. Como respuesta a ello, Antonia expresa su amor por Bizu, pero se siente decepcionada de su relación con un hombre. Antonia le cuenta que desea irse, por lo que le pregunta a Bizu si quiere acompañarla y la besa para «ayudarla a decidir». Cuando la intérprete se sube a su auto, Bizu la llama por su nombre y decide abordar. El video termina con ambas chicas en el auto, mientras se besan y Bizu admite que «el beso de Antonia la ayudó a decidir».
Tras su lanzamiento, el video musical generó polémica por su temática de lesbianismo. Durante una entrevista con el programa rumano La Măruță, Antonia confesó que crearon el videoclip «por diversión, sin tener un mensaje en serio». También reveló que el beso fue falso, y que se inspiraron en las telenovelas para diseñar el escenario del video. Durante una visita en Macedonia, la cantante afirmó que el ambiente lésbico del videoclip no se encuentra presente en la canción en sí misma. El video musical fue un éxito en la televisión rumana y polaca; alcanzó los puestos número ocho y uno en las listas TV Airplay de Media Forest y ZPAV en Rumania y Polonia, respectivamente.

## Presentaciones en directo
Antonia interpretó «Morena» en varias presentaciones en directo. Sin embargo, en algunos conciertos, la cantante tuvo que ser reemplazada por otras intérpretes debido a su embarazo. La propia artista presentó la canción en los Armenian Music Awards 2011 y en el programa de televisión rumano Neața cu răzvan și dani en 2010. Boxer contrató a la cantante Alexandra Blake para el espectáculo Hity na czasie 2010 en Polonia y a otra intérprete para la presentación de Neața cu răzvan și dani en 2011. Bizu también interpretó la pista en el programa X Factor Bulgaria en 2011 y en el evento ZU Loves You de la Radio ZU en Rumania en 2012.

## Formatos
| - Descarga digital en los Estados Unidos 1. «Morena» (Original Radio Edit) [feat. Antonia] – 3:35 2. «Morena» (Extended Original Mix) [feat. Antonia] – 6:03 3. «Morena» (Treitl Hammond Remix) [feat. Antonia] – 6:41 4. «Morena» (Victor Magan Remix) [feat. Antonia] – 5:48 5. «Morena» (Malibu Breeze Remix) [feat. Antonia] – 6:50 6. «Morena» (UK Edit) [feat. Antonia] – 3:35 - Descarga digital en el Reino Unido 1. «Morena» (Radio Edit) [feat. Antonia] – 3:33 | - EP de remezclas 1. «Morena» (The Perez Brothers Remix) – 5:15 2. «Morena» (Kash Trivedi Remix) – 6:47 3. «Morena» (Sean Garnier Remix) – 8:05 4. «Morena» (Mute Box & PhunkBomb Remix) – 6:38 5. «Morena» (Funky Junction & Claudio Viti Remix) – 5:13 |

## Posicionamiento en listas
| Bulgaria | IFPI                | 3  |
| Hungría  | Dance Top 40        | 8  |
| Polonia  | Dance Top 50        | 2  |
| Polonia  | ZPAV Airplay        | 1  |
| Polonia  | ZPAV TV Airplay     | 1  |
| Rumania  | Romanian Top 100    | 2  |
| Rumania  | Romania Radio Songs | 1  |
| Rumania  | Romania TV Airplay  | 8  |
| Rusia    | Tophit              | 50 |

| País    | Lista            | Mejor posición |      |      |      |      |      |
| 2010    | 2010             | 2010           | 2010 | 2010 | 2010 | 2010 | 2010 |
| ------- | ---------------- | -------------- | ---- | ---- | ---- | ---- | ---- |
| Rumania | Romanian Top 100 | 19             |      |      |      |      |      |
| Rumania | Media Forest     | 10             |      |      |      |      |      |
| País    | Lista            | Mejor posición |      |      |      |      |      |
| 2011    |                  |                |      |      |      |      |      |
| Rumania | Media Forest     | 91             |      |      |      |      |      |

## Historial de lanzamiento
| Territorio     | Fecha                  | Formato(s)       | Discográfica |
| -------------- | ---------------------- | ---------------- | ------------ |
| Rumania        | Octubre de 2009        | Ninguno          | Ninguna      |
| Estados Unidos | 11 de enero de 2011    | Descarga digital | Radikal      |
| Estados Unidos | 2011                   | CD               | Radikal      |
| Reino Unido    | 12 de junio de 2011    | Descarga digital | AATW         |
| Mundo          | 2 de noviembre de 2011 | Descarga digital | Radikal      |